# مدل‌سازی بلوک
Blockmodeling یک مجموعه یا به عبارتی یک چهارچوب و قالب منسجم و مرتبط به هم می‌باشد که هم برای آنالیز و برسی یک ساختار اجتماعی استفاده می‌شود و هم برای تعیین روش‌ها، تفکیک و جداسازی واحدهای شبکه‌های اجتماعی (گره‌ها، رئوس، بازگیرها) بر پایه الگوهای خاص که یک ساختار متمایز را از طریق یک اتصال داخلی شکل می‌دهند، استفاده می‌شود. این در درجه اول در یادگیری ماشین‌ها، آمار و علوم شبکه استفاده می‌شود.
به عنوان یک فرایند تجربی، Blockmodeling فرض می‌کند که همه واحدها در یک شبکه مشخص می‌توانند به اندازه ای با هم گروه‌بندی شوند تا آن که مشابه هم بشوند. در بحث تشابه، آن تشابه می‌تواند تشابه ساختاری، منظم، یا فراگیر باشد. با استفاده از Blcokmodeling، یک شبکه می‌تواند با استفاده از بلاک مدل‌های تازه ایجاد شده، آنالیز و برسی بشه به طوریکه یک شبکه پیچیده و بزرگ به یک شبکه کوچک و قابل درک تغییر شکل پیدا کند. همزمان مدل‌سازی بلوک، برای به کار انداختن نقش‌های اجتماعی استفاده می‌شود.
در حالیکه بعضی افراد ادعا می‌کنند که Blockmodeling، روش‌ها و متدها را دسته‌بندی می‌کند، Bonacich و McConaghy بیان می‌کنند که Blockmodeling یک روش تئوری جبری و پایه ای و بر اساس آنالیز ساختار روابط است. توانایی منحصر به فرد Blockmodeling در این واقعیت نهفته‌است که ساختار را نه تنها به عنوان مجموعه ای از روابط مستقیم در نظر می‌گیرد، بلکه همه روابط ترکیبی ممکن دیگر را که مبتنی بر روابط مستقیم هستند نیز در نظر می‌گیرد.
اصول و قواعد Blockmodeling در ابتدا توسط Francois Lorrain و Harrison C. White در سال ۱۹۷۱ معرفی شد. Blockmodeling به عنوان یک مجموعه مهم از ابزارهای تحلیل شبکه در نظر گرفته می‌شود زیرا با طرح و تصویر نقش ساختارها در ارتباط می‌باشد (مکان‌هایی که به خوبی در ساختارهای اجتماعی تعریف شده و نیز به عنوان موقعیت‌ها شناخته شده هستند)، و هم با تشخیص ساختار بنیادی شبکه‌های اجتماعی سروکار دارد. بنابر گفته Batagelj هدف اولیه Blockmodeling، کاهش دادن و کم کردن یک شبکه بزرگ و بالقوه نامنسجم به یک ساختار کوچکتر و قابل درک تر است که بتواند با سهولت بیشتری، فهم پذیر شود. در ابتدا، Blockmodeling برای آنالیز در جامعه سنجی و روان سنجی استفاده می‌شد، اما در حال حاضر به علوم دیگر راه پیدا کرده‌است.

## تعریف
شبکه به عنوان یک سیستم تشکیل شده از دو مجموعه مختلف، یکی مجموعه ای از واحدها (گره‌ها، رعوس، بازیگرها) و یکی مجموعه ای از لینک‌ها بین واحدها. استفاده از این دو مجموعه، ساختن یک گراف که توضیح دهنده ساختار شبکه است را ممکن می‌سازد.
در بحث مدل‌سازی بلوک یا همان Blockmodeling پژوهشگرها با دو مشکل روبه رو شدند:اول آنکه واحدها را چگونه پارتیشن‌بندی کنند (به عنوان مثال نحوه تعیین خوشه‌ها یا کلاس‌ها که رعوس را در مدل بلوک شکل می‌دهند) و دوم آنکه چگونگی تعیین لینک‌ها در مدل بلوک (و در عین حال مقادیر این لینک‌ها).
در زمان آنالیز و برسی یک شبکه اجتماعی در علوم اجتماعی، شبکه‌های معمولاً همان شبکه‌های اجتماعی هستند که تشکیل شده‌اند از چندین فرد حقیقی (یا همان واحدها) و ارتباطات اجتماعی میان آن‌ها که انتخاب شده‌اند (یا همان لینک‌ها). به عنوان یک دنیای واقعی، شبکه‌ها می‌توانند بزرگ و پیچیده باشند. یک Blockmodeling برای ساده‌سازی آن‌ها به ساختارهای کوچک‌تر استفاده میشه که می‌تواند بسیار برای درک کردن آن راحت تر باشد. به‌طور خاص، Blockmodeling واحدها را به خوشه‌ها تقسیم می‌کند و سپس پیوندهای میان همان خوشه‌ها را تعیین می‌کند. در عین حال، Blockmodeling برای توضیح دادن نقش‌های اجتماعی موجود در چنین شبکه ای می‌تواند استفاده شود زیرا فرض می‌شود که خوشه‌های ساخته شده از واحدها، تقلید می‌کند (یا به‌طور خیلی نزدیکی مرتبط است) با واحدهای نقش‌های اجتماعی.

## رویکردهای مختلف
در ارتباط با اینکه چه نوع شبکه ای از نوع Blockmodeling است، رویکرد متفاوتی لازم است. شبکه‌ها می‌توانند تک حالته یا دو حالته باشند. در حالت اول همه واحدهای می‌توانند به واحدهای دیگر و در جایی که واحدها از یک نوع هستند، وصل بشوند در حالی که در حالت دومی واحدها تنها می‌توانند به واحدهایی از نوع دیگر وصل بشوند. با توجه به روابط بین واحدها، آن‌ها می‌توانند تک رابطه ای یا چند رابطه ای باشند. علاوه بر این شبکه‌های می‌توانند موقتی یا چند سطحی و همچنین باینری یا علامت دار باشند.
رویکردهای مختلف در ارتباط با Blockmodeling را می‌توان به دو کلاس اصلی گروه‌بندی کرد: رویکرد مدل‌سازی بلوک قطعی و رویکرد مدل‌سازی بلوک تصادفی. سپس رویکرد مدل‌سازی بلوک قطعی به دو رویکرد مدل‌سازی بلوک مستقیم و غیر مستقیم تقسیم می‌شود.